# Houghton-le-Spring
Houghton-le-Spring – miasto w Anglii, w hrabstwie metropolitalnym Tyne and Wear, w dystrykcie metropolitalnym Sunderland. Leży 18 km na południowy wschód od centrum Newcastle i 381 km na północ od Londynu. Miasto liczy 36 746 mieszkańców.

## Historia
Najwcześniejsza wzmianka o nazwie miasta znajduje się w Księdze Boldona w 1183 roku jako „Hoctona”.
Starożytny dokument z 1220 roku opisuje miasto jako „Houghton Sprynges”. Nazwa Houghton pochodzi od staroangielskiego hoh oznaczającego wzgórze i osad oznaczające osadę.
Podczas wykopalisk pod kościołem św. Michała i Wszystkich Aniołów w latach 2008–2009 w ramach remontu kościoła odkryto nie tylko pozostałości rzymskie, ale także bardzo starożytne kamienie, które sugerują, że obszar ten był zasiedlony od czasów prehistorycznych i że miejsce Kościół miał pewne znaczenie religijne od tysięcy, a nie od setek lat. Szklane wstawki w nowej podłodze kościoła pozwalają zobaczyć niektóre z nich.
W 1311 r. Wieś należała do Albredy, wdowy po sir Henryku Springu, stąd nazwa le spring. To wyjaśnienie dodania le Spring jest dyskusyjne i istnieją alternatywy. Jedna opinia jest taka, że pochodzi od rodziny Le Spring, Lords of Houghton w czasach starożytnych. Inne wyjaśnienie opiera się na źródłach leczniczych wypływających z okolicznych skał wapiennych. To ostatnie wyjaśnienie wiąże się z rzymskimi nazwami na obszarze, w którym „le” jest uważane za „w”, jak w Chester-le-Street, Witton-le-Wear, Dalton-le-Dale, Hetton-le-Hole. Wiarygodności dodaje obszar miasta zwany dawniej jeziorem i strumień / źródło, które obecnie nadal płynie przez centrum miasta, chociaż od dawna jest skierowane do przepuszczania przez przepust.
Kościół parafialny św. Michała i Wszystkich Aniołów pochodzi z czasów normańskich i zawiera grób Bernarda Gilpina, zwanego „Apostołem Północy”. Gilpin był archidiakonem Durham, a w 1557 został proboszczem w Houghton-le-Spring, która w tym czasie była jedną z największych parafii w Anglii.
Podczas II wojny światowej Houghton był stosunkowo nietknięty nalotami bombowymi na pobliski Sunderland, ponieważ nie było go warto bombardować.
Houghton było aktywnym miastem górniczym. Tutejsza kopalnia zaczęła drążyć pierwszy szyb w 1823 r. i działała aż do jej zamknięcia w 1981 r. W szczytowym okresie na początku XX wieku w kopalni zatrudnionych było ponad 2000 pracowników.

## Miasto dzisiaj
Główną dzielnicą handlową Houghton-le-Spring jest Newbottle Street, a niektóre firmy wychodzą na pobliskie ulice, na przykład Mautland Square, Sunderland Street, Durham Road i The Broadway. Pub White Lion jest ostatnim z czterech domów „Lion”, a pozostałe trzy zostały drastycznie przebudowane jako nowe firmy lub zburzone w ciągu ostatniego stulecia.
Szkoła Kepier jest główną szkołą średnią w mieście.

## Święto Houghton
Święto Houghton to starożytny festiwal odbywający się w mieście w październiku. Ma swoje początki w XII wieku jako święto poświęcone kościołowi parafialnemu św. Michała i Zakonu Dziewięciu Aniołów. Obecnie festiwal trwa dziesięć dni i zazwyczaj obejmuje wesołe miasteczko, karnawał, sztuczne ognie i pieczenie wołów upamiętniające karmienie biedoty przez rektora Bernarda Gilpina. Został rozbudowany w XVI wieku przez Gilpina i ponownie pod koniec XVIII wieku, kiedy został związany z wyścigami konnymi.

## Znani ludzie
- Anthony „Frankie” Frances, muzyk z Frankie & the Heartstrings, a także radiowy DJ
- Mary Ann Cotton, pierwsza w Wielkiej Brytanii seryjna zabójczyni
- David "Jaff" Craig, muzyk z zespołu rockowego The Futureheads
- Charlotte Crosby, gwiazda reality show, zwłaszcza w programie MTV Geordie Shore
- Michael Adams, prezenter CBBC
- Trevor Horn, producent muzyczny
- David Knight, piłkarz
- Paul Mullen, muzyk
- Chris Penman, piłkarz
- Sheila Quigley, pisarka
- Jonathan Reynolds, poseł Partii Pracy
- William Sancroft, późniejszy arcybiskup Canterbury
- Gordon Scurfield, biolog
- William Shanks, matematyk amator, obliczył wartość π do 707 miejsc po przecinku (z czego pierwsze 527 było poprawne), mieszkając w Houghton
- Linden Travers (1913–2001), aktorka
- Shallet Turner (1692–1762), naukowiec z Cambridge, kształcił się w Houghton
- Dominic Weir, muzyk klasyczny, producent stroików na fagot i kontrabas
- Trevor Swinburne, były bramkarz Sunderland, Carlisle, Brentford, Leeds i Lincoln.